# Sfera (film)
Sfera (titlu original: Sphere) este un film SF american thriller psihologic din 1998 regizat și produs de Barry Levinson. În rolurile principale joacă actorii  Dustin Hoffman, Sharon Stone, Samuel L. Jackson, Liev Schreiber, Peter Coyote și Queen Latifah. Scenariul este bazat pe romanul omonim din 1987 de Michael Crichton, autor al Jurassic Park și The Lost World. Sfera a fost lansat în Statele Unite la 13 februarie 1998.

## Prezentare
La 1000 de metri sub ocean, scafandri marinei descoperă un obiect având o jumătate de milă lungime. O echipă de cercetători este trimisă în acest loc la bordul Deepsea Habitats. Ceea ce găsesc la fața locului depășește capacitatea de înțelegere: ei descoperă o sferă metalică perfectă. Care este secretul din spatele sferei? Vor supraviețui "manifestărilor" misterioase? Cine a creat aceste lucruri? Este posibil ca aceștia să nu afle niciodată.

## Distribuție
- Dustin Hoffman - Dr. Norman Goodman
- Sharon Stone - Dr. Elizabeth "Beth" Halperin
- Samuel L. Jackson - Dr. Harry Adams
- Liev Schreiber - Dr. Ted Fielding
- Peter Coyote - Capt. Harold C. Barnes
- Queen Latifah - Alice "Teeny" Fletcher
- Marga Gómez - Jane Edmunds
- Huey Lewis - Helicopter pilot
- Bernard Hocke - Seaman
- James Pickens, Jr. - O.S.S.A. Instructor
- Michael Keys Hall - O.S.S.A. Official
- Ralph Tabakin - O.S.S.A. Official

## Coloana sonoră
Coloana sonoră a filmului Sphere a fost compusă de Elliot Goldenthal.
Lista de piese
1. "Pandora's Fanfare" – 1:17
2. "Main Titles" – 2:49
3. "Event Entry 6-21-43" – 0:53
4. "The Gift" – 1:42
5. "Sphere Discovery" – 2:08
6. "Visit to a Wreckage" – 1:58
7. "Water Snake" – 2:36
8. "Terror Adagio" – 3:24
9. "Wave" – 3:18
10. "Fear Retrieval" – 3:48
11. "Andante" – 2:20
12. "Manifest Fire" – 3:48
13. "Manifest3" – 3:47
14. "Their Beast Within" – 1:44[4]

Echipa de producție
- Muzica compusă și produsă de Elliot Goldenthal
- Orchestrația de Robert Elhai și Elliot Goldenthal
- Dirijori Stephen Mercurio și Jonathan Sheffer
- Înregistrări și mixări de Joel Iwataki
- Muzica electronică produsă de Richard Martinez
- Film music editor: Curtis Roush
- Orchestrație suplimentară de Deniz Hughes